# Marchin' Already
Marchin' Already è il terzo album in studio del gruppo rock britannico Ocean Colour Scene, pubblicato nel 1997.

## Tracce
1. Hundred Mile High City – 3:58
2. Better Day – 3:45
3. Travellers Tune – 3:41
4. Big Star – 3:12
5. Debris Road – 3:09
6. Besides Yourself – 3:14
7. Get Blown Away – 4:43
8. Tele He's Not Talking – 3:01
9. Foxy's Folk Faced – 2:10
10. All Up – 2:49
11. Spark and Cindy – 4:00
12. Half a Dream Away – 4:22
13. It's a Beautiful Thing – 6:31